# زبان باتویی
باتویی یک زبان استرالیایی است که توسط گروه کوچکی از مردم در شبه جزیره سولاوسی صحبت می شود.
1. ↑  باتویی منبع در اتنولوگ (16th ed., 2009)
2. ↑  Nordhoff, Sebastian; Hammarström, Harald; Forkel, Robert; Haspelmath, Martin, eds. (2013). "باتویی". Glottolog 2.2. Leipzig: Max Planck Institute for Evolutionary Anthropology. {{cite book}}: Invalid |display-editors=4 (help)